# Christian Drejer
Christian Drejer (født 8. december 1982 i København) er en tidligere professionel dansk basketballspiller, som i marts 2008 blev fritstillet af sin italienske klub Lottomatica Roma og den 11. marts samme år udsendte en pressemeddelelse gennem Danmarks Basketball-Forbund om, at han stoppede karrieren pga. en fodskade, som havde plaget ham siden han spillede collegebasket. Han har spillet for SISU, University of Florida, Winterthur FCB, Virtus Bologna og Lottomatica Roma. 
I 2004 blev Christian Drejer som den første danske basketballspiller draftet til NBA, da New Jersey Nets valgte ham i 2. runde som nr. 51. Det var dog et kontroversielt valg, idet Christian Drejer halvvejs i sin 2. sæson havde forladt sit universitetshold, Florida Gators, for at blive professionel i Spanien, hvilket fik mange til at sætte spørgsmålstegn ved, om han var NBA-materiale.

## Karriere
Christian startede som ung spiller i SISU. Han var topscorer i basketligaen allerede som 19-årig med over 31 points pr kamp. Også i internationale kampe viste han talentet, og han kunne stort set vælge og vrage mellem en række af de bedste amerikanske collegehold. Han endte på Florida Gators, som var udset til at være blandt favoritterne i NCAA Division 1 (den bedste division for universitetsholdene) med Christian Drejer som en af de bærende kræfter. En alvorlig skade i venstre fod satte ham dog ud af spillet i det meste af hans første sæson, og han fik aldrig vist sit store potentiale for alvor. 
Anden sæson var ikke meget bedre. Godt nok fik Christian Drejer meget mere spilletid, men han genfandt ikke det dominerende spil, han havde vist, før han forlod Danmark. Gators præsterede endnu en middelmådig sæson, og i foråret 2004 tog Christian Drejer imod et million-tilbud fra spanske FC Barcelona – et af Europas bedste basketballhold. Det medførte stor kritik i USA, hvor det er uhørt at forlade et hold midt i sæsonen, og mange mente, han forspildte sin chance for at blive draftet til NBA. Florida Gators vandt det nationale mesterskab to sæsoner i træk i 2006 og 2007, der første år med bl.a. spillere fra Christian Drejers årgang.

### Draftet til NBA
25. juni 2004 blev han alligevel draftet til New Jersey Nets på Draft Day.
New Jersey skrev imidlertid aldrig kontrakt med Drejer, som vendte tilbage til Barcelona. I sommeren 2005 blev han inviteret til endnu et træningsophold hos New Jersey Nets og spillede på deres Summer-League hold. Han scorede kun 2.6 points i snit og indgik ikke siden i New Jersey Nets' planer.

### Spil i Europa
Christian Drejer vandt det spanske mesterskab med Barcelona i 2004, men fik ikke det ventede gennembrud i 2004-05 sæsonen og skiftede 3. august 2005 til det italienske hold Virtus Bologna. I 2005-06 sæsonen var han med til at sikre Virtus Bologna oprykning til den bedste italienske Lega A, hvor han allerede i 2006-07 var med til at sikre sølvmedaljer og en plads i den bedste europæiske liga, Euroleague. Det blev også til en tabt pokalfinale og en tabt EuroCup-finale i denne sæson. Christian Drejer opnåede at blive udtaget til EuroCup-turneringens All Star-kamp.
Op til sæsonen 2007-08 blev Drejer hentet til Lottomatica Roma af sportsdirektøren Dejan Bodiroga, som af mange  regnes for en af de bedste europæiske spillere nogensinde, og som Drejer havde spillet på hold med i Barcelona. I opstarten til sæsonen fik Drejer vist, at han havde potentiale til NBA. Roma spillede således en venskabskamp mod NBA-holdet Toronto Raptors, hvor Drejer med 23 point delte topscorerværdigheden med modstandernes Chris Bosh.

### Karrierestop
Den fodskade, som Christian Drejer fik i sin første collegesæson, endte med at sætte en stopper for karrieren i marts 2008, da han var blot 25 år gammel og stadig skulle have en god del af karrieren foran sig. Han blev i løbet af sæsonen 2007-08 opereret i foden to gange i håb om at få løst problemerne, men foden kom aldrig rigtigt i orden. Hans klub, Lottomatica Roma fritstillede Drejer og 11. marts udsendte Danmarks Basketball-Forbund en pressemeddelelse om, at han indstillede karrieren.